# Sergej Rogozjin
Sergei Rogozjin, född den 5 juli 1956 i Naltjik i Ryssland, död 1983, var en sovjetisk ryttare.
Han tog OS-guld i lagtävlingen i fälttävlan i samband med de olympiska ridsporttävlingarna 1980 i Moskva.